# Cytochromy
Cytochromy – grupa białek uczestniczących w transporcie elektronów w procesie fosforylacji oksydacyjnej. W mikrosomach cytochrom P450 uczestniczy w procesie metabolizmu ksenobiotyków.
W cytochromach funkcję grupy prostetycznej pełni hem lub jego analogi.
Cytochromy łańcucha oddechowego według wzrastającego potencjału oksydoredukcyjnego E0:
- cytochrom b, E0 = 0,07 V
- cytochrom c1, E0 = 0,23 V
- cytochrom c, E0 = 0,25 V
- Oksydaza cytochromu Oksydaza cytochromowa[1] (cytochrom a + a3)[2], zbudowana z 2 podjednostek cytochromu a (E0 = 0,29 V) i 4 podjednostek cytochromu a3 (E0 = 0,55 V)[2].

Oksydaza cytochromowa jest końcowym elementem przenoszenia elektronów w łańcuchu oddechowym. Jako jedyny cytochrom jest ona podatna na zablokowanie w wyniku wiązania z inhibitorami, którymi są np. tlenek węgla, cyjanki i azydki. W pozostałych cytochromach wszystkie wiązania koordynacyjne atomu żelaza są wykorzystane i nie może on związać się z inhibitorem.